# Bentley (Iowa)
Bentley es un lugar designado por el censo ubicado en el condado de Pottawattamie en el estado estadounidense de Iowa. En el Censo de 2010 tenía una población de 118 habitantes y una densidad poblacional de 44,36 personas por km².

## Geografía
Bentley se encuentra ubicado en las coordenadas 41°22′32″N 95°37′21″O / 41.37556, -95.62250. Según la Oficina del Censo de los Estados Unidos, Bentley tiene una superficie total de 2.66 km², de la cual 2.66 km² corresponden a tierra firme y (0%) 0 km² es agua.

## Demografía
Según el censo de 2010, había 118 personas residiendo en Bentley. La densidad de población era de 44,36 hab./km². De los 118 habitantes, Bentley estaba compuesto por el 94.92% blancos, el 0% eran afroamericanos, el 0% eran amerindios, el 0% eran asiáticos, el 0% eran isleños del Pacífico, el 0.85% eran de otras razas y el 4.24% pertenecían a dos o más razas. Del total de la población el 1.69% eran hispanos o latinos de cualquier raza.